# 豊田利幸
豊田 利幸（とよだ としゆき、1920年5月12日 - 2009年5月15日）は、日本の素粒子論・原子核物理学者。名古屋大学名誉教授。

## 生涯
岐阜県出身。東京帝国大学理学部卒業。立教大学理学部助教授、教授、1969年名古屋大学教養部教授、1984年定年退官、名誉教授、明治学院大学教授、同国際平和研究所所長も務めた。
湯川秀樹らとともに核廃絶運動を進めた。

## 著書
- 『物理学汎論 第6 光学』広文館 1949
- 『原子力問答12講』日刊工業新聞社 1957
- 『核戦略批判』岩波新書 1965
- 『核時代における科学と政治』れんが書房 1972
- 『核戦略の結末』岩波グラフィックス 1982
- 『核戦略の曲り角 危機はここまできている』岩波ブックレット 1982
- 『新・核戦略批判』岩波新書 1983
- 『SDIとはなにか 宇宙にひろがる核戦略』岩波ブックレット 1986
- 『SDI批判』岩波新書 1988
- 『物理学とは何か』岩波書店 2000

### 共編著
- 『核軍縮への新しい構想』湯川秀樹,朝永振一郎共編 岩波書店 1977
- 岩波講座 現代物理学の基礎 古典物理学Ⅰ 湯川秀樹,川辺六男共著 第Ⅰ部 第3章 連続体の力学(第2版 1978, 新装版 2011)
- 岩波講座 現代物理学の基礎 古典物理学Ⅱ 湯川秀樹,碓井恒丸共著 第Ⅲ部 相対性理論, 第Ⅴ部 古典力学の確率論的取扱い(第2版 1978, 新装版 2011)
- 『太平洋の非核化構想』牧二郎,飯島宗一共編著 岩波新書 1990

### 翻訳
- クラーク・グッドマン『原子炉入門 立教大学における講義にもとづく』武谷三男,小川岩雄共訳編 岩波書店 1956
- S.ローゼンタール編『ニールス・ボーア その友と同僚より見た生涯と業績』岩波書店 1970
- 『世界の名著 21 ガリレオ』責任編集 中央公論社 1973
- アルヴァ・ミュルダール『正気への道 軍備競争逆転の戦略』高榎尭共訳 岩波現代選書 1978

## 論文
- <豊田利幸